# 레이얼 브레이너드
레이얼 브레이너드(영어: Lael Brainard, 1962년 1월 1일 ~ )는 미국의 경제학자이자 정치인이자 경제관료이다. 
조지 H.W. 부시 행정부에서 재무부 관료로 일했고, 버락 오바마 대통령 첫 임기 동안 재무부에서 국제업무 담당 차관으로 일했었다. 2014년 6월 스탠리 피셔 부의장과 함께 연방준비제도 이사로 임명되었다.
외교관인 부친의 근무지였던 서독에서 어린 시절을 보냈다.  웨슬리언 대학교 사회과학대학을 졸업한 뒤 하버드 대학교 대학원에서 경제학 석사 학위와 박사 학위를 수여받았다.
브레이너드의 남편은 전 국무부 동아태 차관보 커트 캠벨이다.